# Valerij Aleksejevič Čudinov
Valerij Aleksejevič Čudinov (rusko Вале́рий Алексе́евич Чуди́нов), ruski filozof, * 30. junij 1942, Moskva, Sovjetska zveza, † 6. februar 2023.
Čudinov je doktoriral iz filozofije in je privrženec avtohtonističnih teorij o izvoru Slovanov. Diplomiral je na fizikalni fakulteti Moskovske državne univerze leta 1967.